# Swiss Open 1956
Die Swiss Open 1956 im Badminton fanden am 26. Februar 1956 in Lausanne statt. Es war die zweite Austragung der internationalen Titelkämpfe im Badminton in der Schweiz. Es wurden nur die zwei Herrendisziplinen ausgetragen. Es waren Sportler aus Malaysia, Frankreich, Brasilien und der Schweiz am Start.

## Finalresultate
| Disziplin    | Sieger                   | Finalist               | Ergebnis     |
| ------------ | ------------------------ | ---------------------- | ------------ |
| Herreneinzel | Eddy Choong              | David Choong           | 15:7, 15:1   |
| Herrendoppel | David Choong Richard Lee | Eddy Choong Robert Lim | 18:16, 15:13 |